# Kemal Derviş

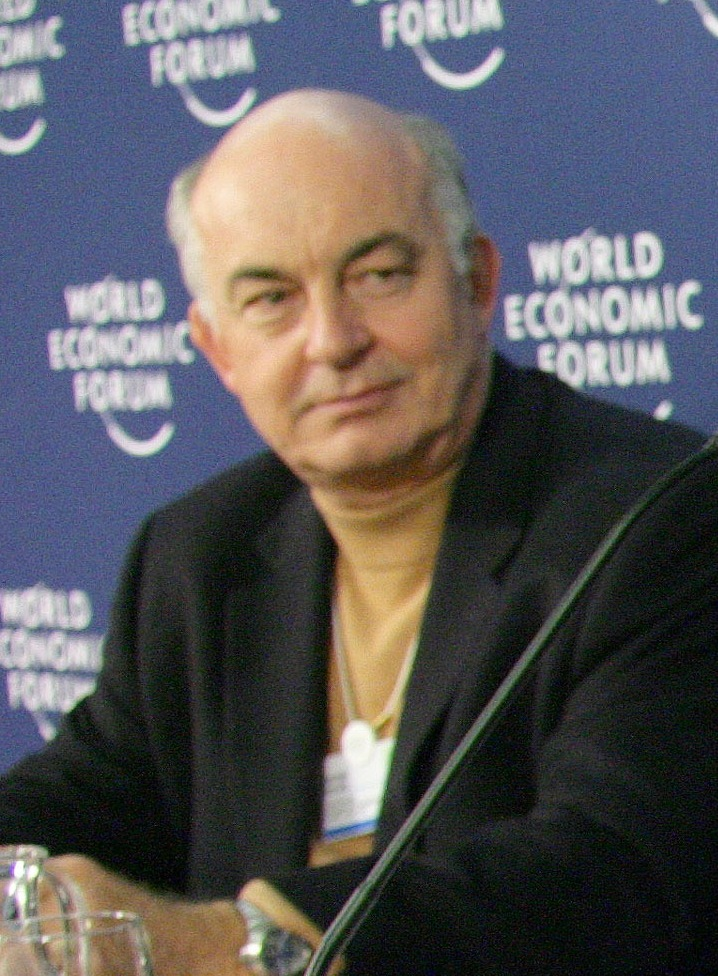
Kemal Derviş

Kemal Derviş (Istanboel, 10 januari 1949 – Washington D.C., 8 mei 2023) was een Turks econoom, politicus en bestuurder. Hij was de zoon van een Turkse vader en een Nederlands-Duitse moeder. Hij werd per 1 januari 2006 directeur van het VN-ontwikkelingsorganisatie UNDP en voorzitter van de UN Development Group, een comité bestaande uit de hoofden van alle VN-onderdelen die ontwikkelingswerk uitvoeren.
De in 1949 in Istanbul geboren Derviş volgde zijn opleiding aan de London School of Economics en promoveerde aan Princeton University.
Derviş werkte 24 jaar voor de Wereldbank; de laatste vijf jaar als vicepresident.
Na zijn loopbaan bij de Wereldbank werd Derviş in 2001 als minister verantwoordelijk voor het economische hervormingsprogramma van Turkije onder leiding van de inmiddels overleden premier Bülent Ecevit. In 2005 volgde het directeurschap van UNDP.
Derviş overleed op 74-jarige leeftijd. Hij leed al enige tijd aan de ziekte van Parkinson.
- Base de données des élites suisses: 87553
- Gemeinsame Normdatei: 131515039
- International Standard Name Identifier: 0000 0001 1077 9976
- Library of Congress Control Number: n81094770
- Mathematics Genealogy Project: 215210
- Nationale Bibliotheek van Israël: 987007440439405171
- Nederlandse Thesaurus van Auteursnamen: 068506937
- Système universitaire de documentation: 068888503
- Virtual International Authority File: 94462842
- WorldCat: E39PBJt3TfTJkj7Dvcpg4KwQv3